# Kokia drynarioides
Kokia drynarioides är en malvaväxtart som först beskrevs av Berthold Carl Seemann, och fick sitt nu gällande namn av Frederick Lewis Lewton. Kokia drynarioides ingår i släktet Kokia och familjen malvaväxter. IUCN kategoriserar arten globalt som akut hotad. Inga underarter finns listade i Catalogue of Life.

## Bildgalleri

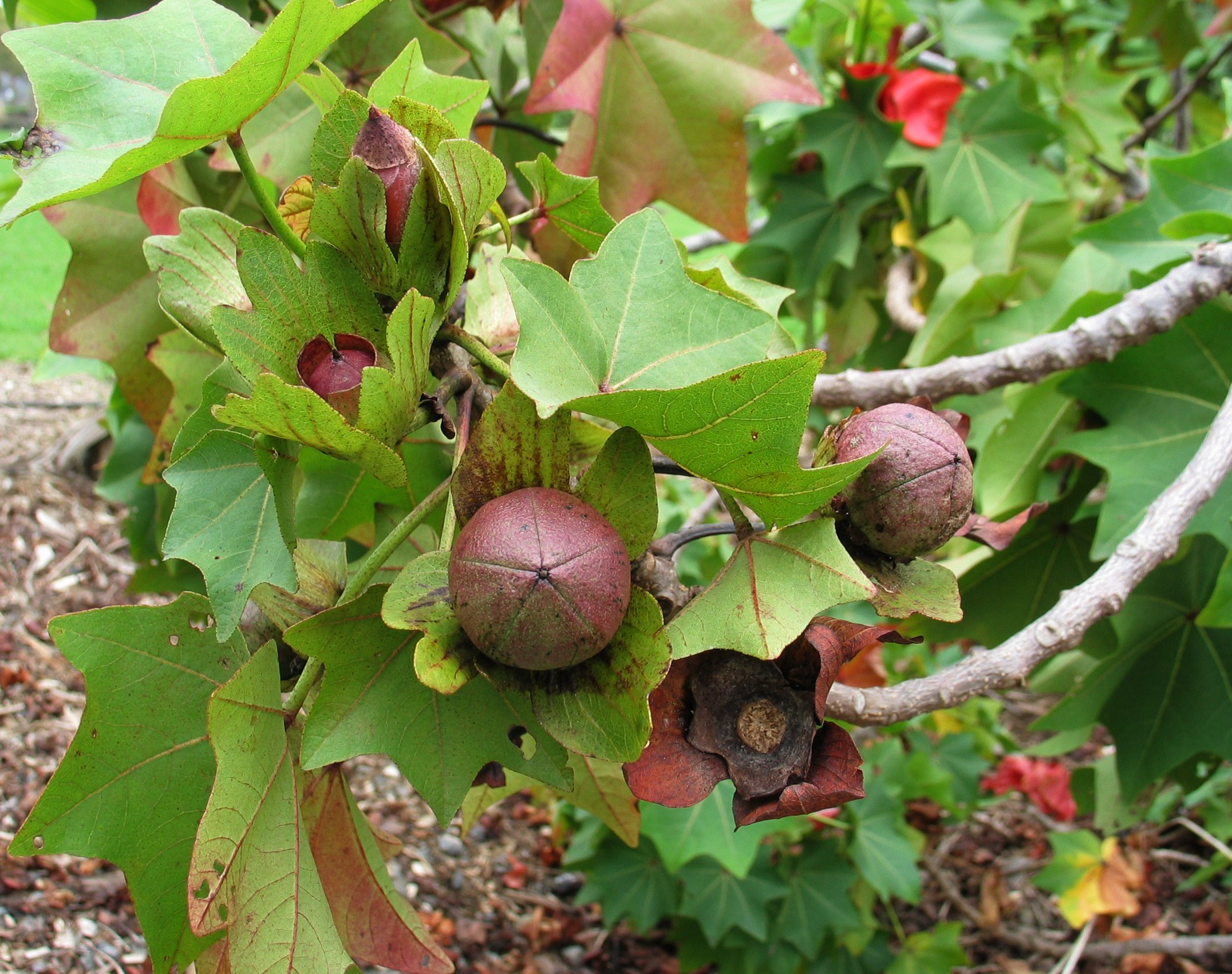
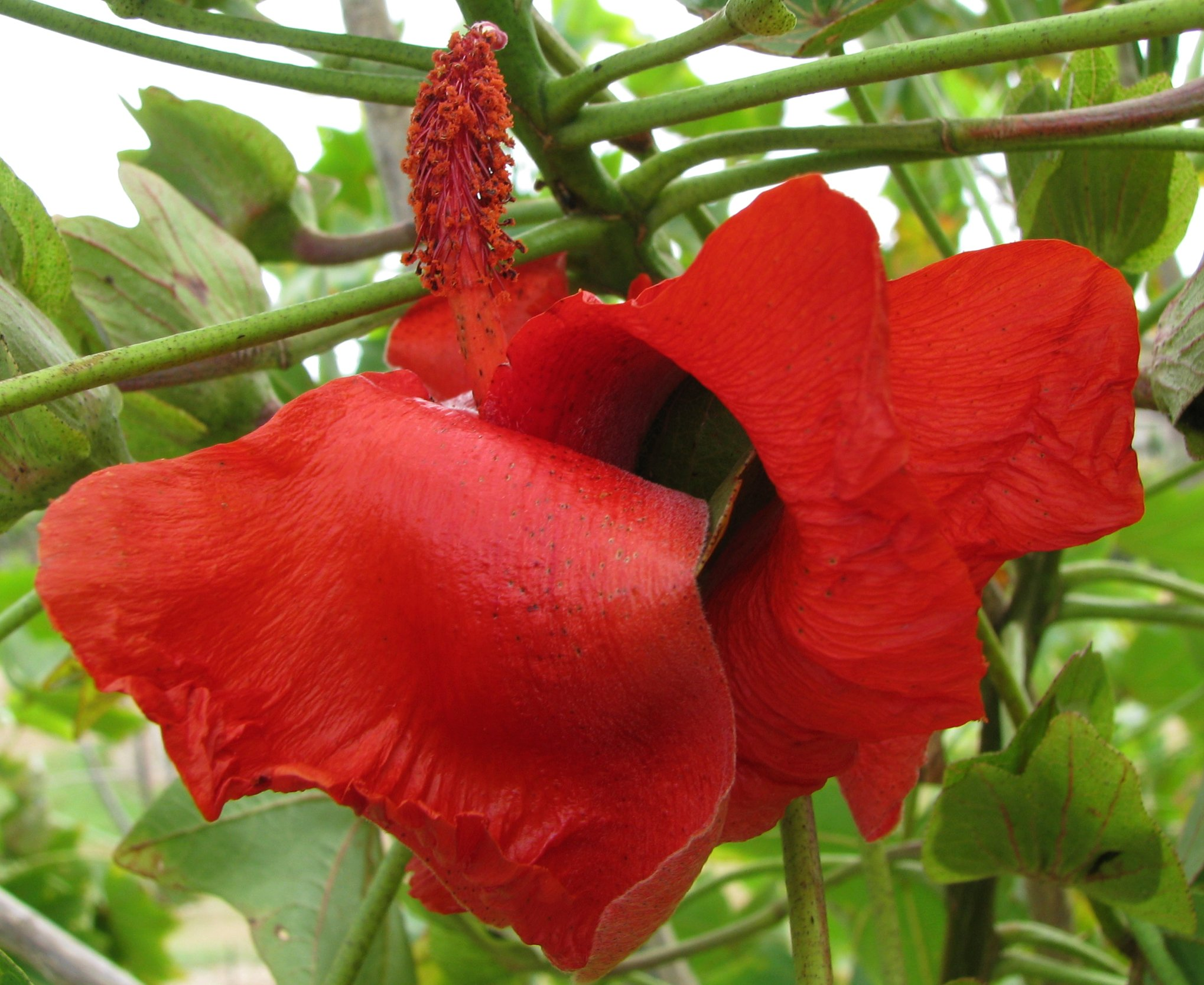
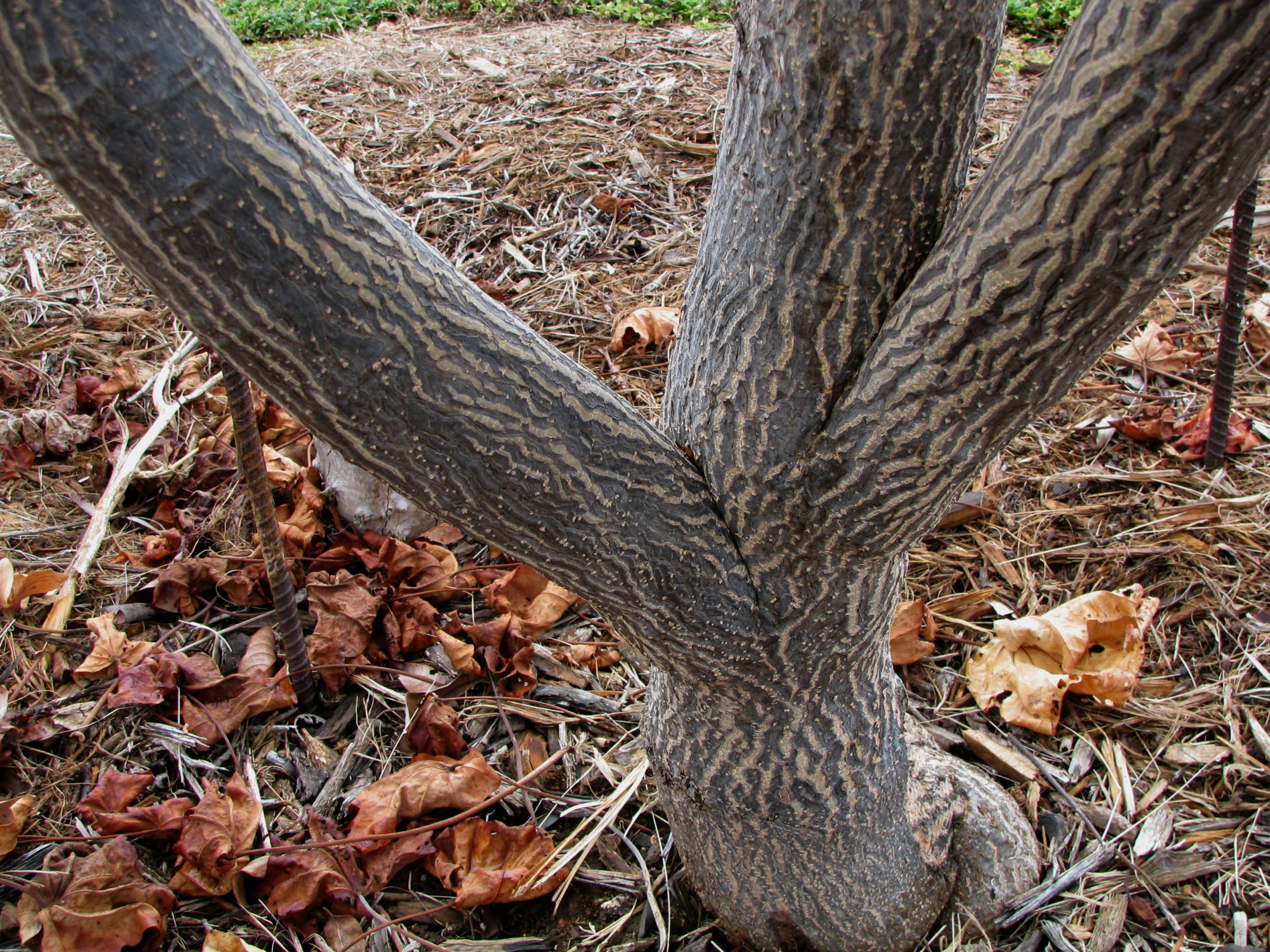
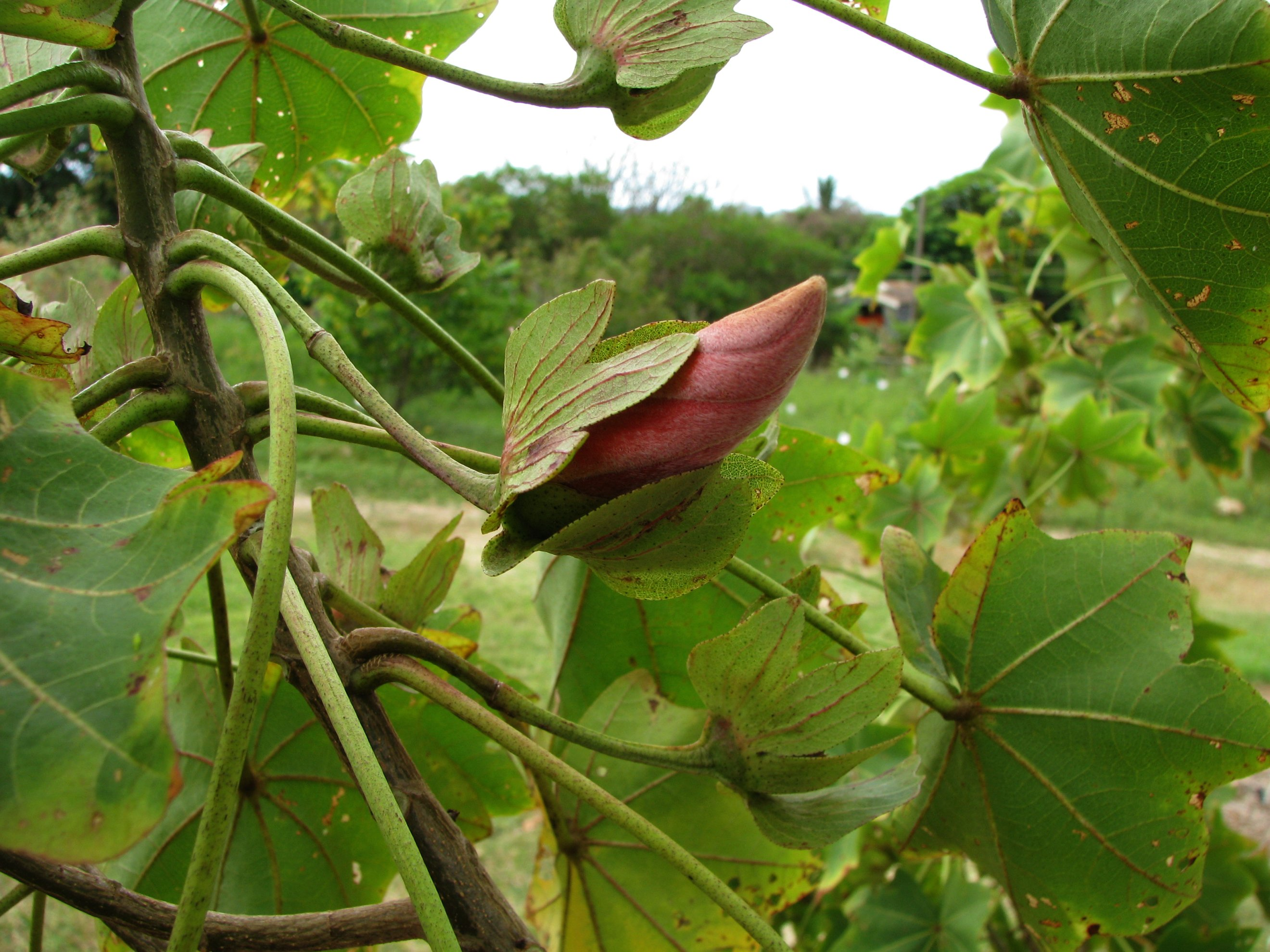